# Rotes Augentier
Das Rote Augentier (Euglena sanguinea) ist eine Art der Protisten aus der Gattung der Augentierchen (Euglena). Es kommt in sauberen stehenden Gewässern vor.

## Merkmale
Euglena sanguinea ist 55 bis 170 Mikrometer lang. Die Zellen sind stark metabol und spindelförmig bis fast zylindrisch. Es sind Chloroplasten-Scheibchen vorhanden. Die Geißel ist doppelt so lang wie der Körper. Der Augenfleck ist groß. Die Membran weist spiralig verlaufende Höckerreihen auf. Aufgrund von Hämatochromkörnchen erscheint die Art rot gefärbt.

## Belege